# L.A. Guns (음반)
《L.A. Guns》는 미국의 글램 메탈 밴드 L.A. 건즈의 데뷔 스튜디오 음반이다. 웨스트로스앤젤레스 빌리지 레코더에서 녹음된 이 음반은 짐 파라시가 프로듀싱을 맡았고 1988년 1월 4일, 버티고 레코드에 의해 발매되었다. 이 음반은 발매되기 전에 스티브 라일리로 교체된 드러머 니키 알렉산더의 모습을 담은 유일한 L.A. 건즈의 음반이다. 〈One More Reason〉, 〈Sex Action〉, 〈Electric Gypsy〉는 이 음반의 세 싱글로 발매되었다.
L.A. 건즈 데뷔 음반의 소재는 밴드의 결성 연도에서 따왔다. 전 리드 보컬리스트 폴 블랙뿐만 아니라 다섯 명의 밴드 멤버 모두에게 작곡 크레딧이 등재되었다. 이 음반에는 또한 멤버들의 이전 프로젝트에 의한 두 곡의 커버 버전도 포함되어 있다. 여러 곡의 초기 데모 녹음은 《Hollywood Raw: The Original Sessions》와 재결합한 밴드의 고전 라인업은 《Greatest Hits and Black Beauties》의 수록곡들을 재녹음했다.
《L.A. Guns》는 소규모의 국내 상업적인 성공이었다. 이 음반은 빌보드 200 차트에서 33주를 보냈으며, 1988년 4월, 50위에 정점을 찍었다. 또한 1993년 미국 음반 산업 협회에 의해 골드 인증을 받았으며, 500,000장 이상의 판매량을 인증받았다. 《L.A. Guns》에 대한 언론의 반응은 대체로 긍정적이었다. 비평가들은 이 음반을 1980년대 "헤어 메탈"의 두드러진 장면으로 부각시키며 상업적인 작곡과 더 무거운 트랙의 균형을 칭찬했다.

## 배경
L.A. 건즈는 1987년 메이저 레이블 폴리그램과 녹음 계약을 체결하고 동시에 라인업을 크게 바꾸었다. 리드 보컬리스트 폴 블랙은 전 걸과 토르메의 프런트맨 필 루이스로 교체되었고, 전 패스터 푸시캣 멤버 켈리 니켈스가 베이스로 합류했으며, 이전 베이시스트 믹 크립스가 로버트 스토다드의 후임으로 리듬 기타로 이적했다. 이 밴드는 6월에 자체 타이틀의 데뷔 음반을 위한 녹음을 시작했다. 루이스는 이 과정을 회상하며 "6주 만에 모든 것을 완성했다"며 "우리는 그 섹스 피스톨즈 타입의 에지나 에너지가 마음에 들어 스튜디오를 최대한 빨리 드나들기로 했다"고 전했다. 세션은 최근 글램 메탈 밴드 포이즌, 리지 보든, 래트와 함께 작업한 프로듀서 짐 파라시와 함께 웨스트로스앤젤레스 빌리지 레코더에서 열렸다.
발매 전에, 1,500장의 《L.A. Guns》가 록 클럽, 음악 소매점, 라디오 방송국으로 보내졌다. 폴리그램의 스티브 클라인버그는 당시 "우리는 지상의 팽창을 만들고 싶었습니다. 그리고 그것은 효과가 있는 것 같습니다. 이번 음반의 예약 판매량은 65,000장이 넘으며, 아직 많은 주요 소매업체에서 주문을 하지 않고 있습니다."라고 평했다. 〈One More Reason〉, 〈Sex Action〉, 〈Electric Gypsy〉 등이 싱글로 발표됐으며, 모두 랄프 지만이 연출한 뮤직 비디오가 수록됐다. 또한 필립 데치멘디의 〈One Way Ticket〉과 〈Cry No More〉, 지만과 케이티 린의 〈Bitch Is Back〉, 〈No Mercy〉, 〈Nothing to Lose〉에 대한 비디오도 제작되었다. 이 음반은 1988년 1월 15일부터 3개월간의 미국 콘서트 투어에서 홍보되었으며, 여기에는 테드 뉴전트와 AC/DC를 지원하는 날짜도 포함되어 있다.

## 반응
| 전문가 평가                          | 전문가 평가 |
| 평가 점수                            | 평가 점수   |
| 출처                                 | 점수        |
| ------------------------------------ | ----------- |
| AllMusic                             | [ 14 ]      |
| The Collector's Guide to Heavy Metal | 6/10        |

발매와 동시에, 《L.A. Guns》는 미국 빌보드 200에서 138위로 데뷔했다. 4월에 50위를 정점으로 총 33주를 차트에서 보냈다. 1993년에 이 음반은 미국 음반 산업 협회로부터 500,000장 이상의 국내 판매로 골드 인증을 받았다. 미국 이외의 지역에서는 《RPM》 캐나다 음반 차트 88위, 일본 음반 차트 67위, 영국 음반 차트 73위에 올랐다.

## 곡 목록
| #   | 제목                  | 작사·작곡                                          | 재생 시간 |
| --- | --------------------- | -------------------------------------------------- | --------- |
| 1.  | 〈No Mercy〉          | 트레이시 건즈, 믹 크립스, 필 루이스, 니키 알렉산더 | 2:45      |
| 2.  | 〈Sex Action〉        | 건즈, 루이스, 폴 블랙                              | 3:38      |
| 3.  | 〈One More Reason〉   | 건즈, 루이스, 블랙                                 | 3:05      |
| 4.  | 〈Electric Gypsy〉    | 건즈, 루이스                                       | 3:24      |
| 5.  | 〈Nothing to Lose〉   | 크립스, 루이스, 로버트 스토다드, 블랙              | 4:12      |
| 6.  | 〈Bitch Is Back〉     | 건즈, 크립스, 루이스, 블랙                         | 2:50      |
| 7.  | 〈Cry No More〉       | 건즈                                               | 1:20      |
| 8.  | 〈One Way Ticket〉    | 건즈, 블랙                                         | 4:17      |
| 9.  | 〈Hollywood Tease〉   | 루이스, 필 콜린                                    | 2:43      |
| 10. | 〈Shoot for Thrills〉 | 켈리 니켈스                                        | 4:24      |
| 11. | 〈Down in the City〉  | 니켈스, 건즈                                       | 3:58      |

## 인증
| 국가                       | 인증 | 판매량/출하량 |
| -------------------------- | ---- | ------------- |
| 미국 (RIAA)                | 골드 | 500,000^      |
| ^출하량을 기반으로 한 인증 |      |               |